# متحف برلين الجديد

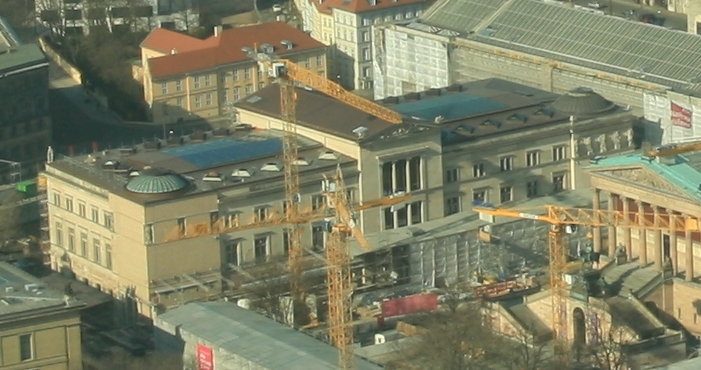
مبنى المتحف أثناء العمل به في مارس 2008.

نيو موزيوم أو «المتحف الجديد» (بالألمانية: Neues Museum) متحف يقع خلف ألتس موزيوم أو «المتحف القديم» (بالألمانية: Altes Museum) في جزيرة المتاحف أو «موزيومس إنزل» (بالألمانية: Museumsinsel) بمدينة برلين العاصمة الألمانية.
تم بناءه بين عامي 1843 و1855 وفقا لتصميم المهندس المعماري البروسي فردريش أوغوست ستولر (1800-1865) وهو تلميذ المهندس البروسي كارل فردريش شينكل (1781-1814).
دُمّر المتحف بالكامل في عام 1939 عقب اندلاع الحرب العالمية الثانية حيث صمدت حوائطه الخارجية فقط في بعض أجزائه، وتم إعادة بنائه بالكامل طوال سبع سنوات بإشراف المهندس المعماري البريطاني ديفيد شبيرفيلد ليعاد افتتاحه في أكتوبر 2009.
المتحف يحتوي على ثلاث طوابق الأول تضم معروضات من مصر القديمة ومن أشهرها التمثال النصفي للملكة الفرعونية نفرتيتي الذي يبلغ عمره 3500 والذي خصص له الطابق الأول، وتحف من بلاد ما بين النهرين واليونان ومن قبل وأوائل التاريخ بينها تحف فنية تعود إلى مدينة طروادة وآثار من برلين.
الطراز المعماري لمبنى المتحف يمثل العمارة الكلاسيكية الحديثة في القرن التاسع عشر، كما تم استخدام أساسات حديدية في المبنى المعاد تأهيله. وتكلّف إعادة بنائه 295 مليون يورو.

## اقرأ أيضا
- متحف التاريخ الطبيعي فيينا

## وصلات خارجية
- Neues Museum Berlin